# Köröshegyi erdők
Köröshegyi erdők este o arie protejată (arie specială de conservare — SAC, sit de importanță comunitară — SCI) din Ungaria întinsă pe o suprafață de 1.682,3 ha, integral pe uscat.

## Localizare
Centrul sitului Köröshegyi erdők este situat la coordonatele 46°48′22″N 17°52′54″E / 46.806111°N 17.881667°E.

## Înființare
Situl Köröshegyi erdők a fost declarat sit de importanță comunitară în mai 2004 pentru a proteja 1 specie de plante și 10 specii de animale. Situl a fost protejat și ca arie specială de conservare în februarie 2010.

## Biodiversitate
Situată în ecoregiunea panonică, aria protejată conține 4 habitate naturale: Păduri panonice cu Quercus pubescens, Păduri ilirice de stejar și carpen (Erythronio-Carpinion), Pajiști stepice subpanonice, Păduri panonice-balcanice de stejar turcesc - stejar sesil.
La baza desemnării sitului se află mai multe specii protejate:
- plante (1): sisinei (Pulsatilla grandis)
- amfibieni (1): buhai de baltă cu burta roșie (Bombina bombina)
- mamifere (3): liliac cârn (Barbastella barbastellus), liliac cu urechi mari (Myotis bechsteinii), liliac comun (Myotis myotis)
- nevertebrate (6): croitorul mare al stejarului (Cerambyx cerdo), Cucujus cinnaberinus, fluturele de noapte (Eriogaster catax), Euplagia quadripunctaria, Limoniscus violaceus, rădașcă (Lucanus cervus)

Pe lângă speciile protejate, pe teritoriul sitului au mai fost identificate 1 specie de plante.